# Paragynoxys
 Paragynoxys  (Cuatrec.) Cuatrec, 1955 è un genere di piante angiosperme dicotiledoni della famiglia delle Asteraceae (sottofamiglia Asteroideae).

## Etimologia
Il nome scientifico del genere è stato definito dal botanico José Cuatrecasas (1903-1996) nella pubblicazione " Brittonia; a Series of Botanical Papers. New York, NY" ( Brittonia 8(2): 153) del 1955.

## Descrizione
Habitus. Le specie di questo genere hanno un habitus di tipo arboreo fino a piccoli alberi. Le superfici delle piante possono essere sia glabre che pubescenti per peli semplici.
Radici. Le radici sono secondarie da rizoma (i rizomi possono essere striscianti) oppure sono tuberose (pelose, carnose o fibrose).
Fusto. La parte aerea in genere è eretta, semplice o poco ramosa.
Foglie. Le foglie sono cauline disposte in modo alternato e sono picciolate; sono inoltre raccolte alla fine dei rami. La forma della lamina è intera, larga con contorni da ellittico-ovati a obovati. I margini sono interi o dentato-seghettati. La consistenza della foglia è coriacea.
Infiorescenza. Le sinflorescenze sono composte da diversi capolini raccolti in racemi panicolati. Le infiorescenze vere e proprie sono formate da un capolino terminale peduncolato di tipo discoide. Alla base dell'involucro (la struttura principale del capolino) può essere presente un calice formato da alcune brattee fogliacee. I capolini sono formati da un involucro, con forme da cilindriche a campanulate, composto da diverse brattee, al cui interno un ricettacolo fa da base ai fiori. Le brattee sono disposte in modo embricato di solito su una sola serie e possono essere connate alla base. Il ricettacolo, a volte alveolato, è nudo (senza pagliette a protezione della base dei fiori); la forma è convessa, piatta o conica.
Fiori.  I fiori sono tetra-ciclici (formati cioè da 4 verticilli: calice – corolla – androceo – gineceo) e pentameri (calice e corolla formati da 5 elementi). Sono inoltre ermafroditi, tubulosi e actinomorfi.
- Formula fiorale:

*/x K {\displaystyle \infty }, [C (5), A (5)], G 2 (infero), achenio
- Calice: i sepali del calice sono ridotti ad una coroncina di squame.
- Corolla: nella parte inferiore i petali della corolla sono saldati insieme e formano un tubo. In particolare le corolle dei fiori del disco centrale (tubulosi) terminano con delle fauci dilatate a raggiera con cinque profondi lobi più o meno patenti. Il colore delle corolle è bianco.
- Androceo: gli stami sono 5 con dei filamenti liberi. La parte basale del collare dei filamenti può essere dilatata. Le antere invece sono saldate fra di loro e formano un manicotto che circonda lo stilo. Le antere sono brevemente caudate oppure sono sagittate. La struttura delle antere è di tipo tetrasporangiato, raramente sono bisporangiate. Il tessuto endoteciale è radiale o polarizzato. Il polline è tricolporato (tipo "helianthoid").[10]
- Gineceo: lo stilo è biforcato con due stigmi nella parte apicale. La forma all'apice degli stigmi è conico-ottusa; sono ricoperti da minute papille. Le superfici stigmatiche sono separate o parzialmente confluenti.  L'ovario è infero uniloculare formato da 2 carpelli.

Frutti. I frutti sono degli acheni con pappo. La forma degli acheni è oblunga; la superficie è percorsa da diverse coste longitudinali e può essere glabra. Non sempre il carpoforo è distinguibile. Il pappo è formato da numerose setole snelle, bianche o fulve; possono essere sia persistenti che caduche.

## Biologia
Impollinazione: l'impollinazione avviene tramite insetti (impollinazione entomogama tramite farfalle diurne e notturne).

Riproduzione: la fecondazione avviene fondamentalmente tramite l'impollinazione dei fiori (vedi sopra).

Dispersione: i semi (gli acheni) cadendo a terra sono successivamente dispersi soprattutto da insetti tipo formiche (disseminazione mirmecoria). In questo tipo di piante avviene anche un altro tipo di dispersione: zoocoria. Infatti gli uncini delle brattee dell'involucro (se presenti) si agganciano ai peli degli animali di passaggio disperdendo così anche su lunghe distanze i semi della pianta. Inoltre per merito del pappo il vento può trasportare i semi anche a distanza di alcuni chilometri (disseminazione anemocora).

## Distribuzione e habitat
Le specie di questo genere sono distribuite in Colombia e Venezuela (zone andine).

## Tassonomia
La famiglia di appartenenza di questa voce (Asteraceae o Compositae, nomen conservandum) probabilmente originaria del Sud America, è la più numerosa del mondo vegetale, comprende oltre 23.000 specie distribuite su 1.535 generi, oppure 22.750 specie e 1.530 generi secondo altre fonti (una delle checklist più aggiornata elenca fino a 1.679 generi). La famiglia attualmente (2021) è divisa in 16 sottofamiglie; la sottofamiglia Asteroideae è una di queste e rappresenta l'evoluzione più recente di tutta la famiglia.

### Filogenesi
Il genere di questa voce appartiene alla sottotribù Tussilagininae della tribù Senecioneae (una delle 21 tribù della sottofamiglia Asteroideae). La sottotribù descritta in tempi moderni da Bremer (1994), dopo le analisi di tipo filogenetico sul DNA del plastidio (Pelser et al., 2007) è risultata parafiletica con le sottotribù Othonninae e Brachyglottidinae annidiate al suo interno. Attualmente con questa nuova circoscrizione la sottotribù Tussilagininae s.s. risulta suddivisa in quattro subcladi.
Il genere di questa voce appartiene al subclade chiamato "Gynoxoid Group" formato dalle specie Aequatorium, Gynoxys, Nordenstamia, Paracalia  e Paragynoxys. Questo gruppo è caratterizzato da specie originarie del Sud America (andina) il cui "habitus" è composto da portamenti eretti tipo arboreo o arbustivo (occasionalmente scandenti). All'interno del gruppo il genere Paragynoxys si trova, da un punto di vista filogenetico, in posizione "basale" (è una delle prime entità che si sono diversificate) e risulta formare con il genere Aequatorium un "gruppo fratello". Paragynoxys è monofiletico con pieno sostegno delle analisi del DNA e del supporto di specifici caratteri morfologici quali i capolini discoidi e le corolle bianche a lobi profondi.
l cladogramma seguente, tratto dallo studio citato e semplificato, mostra una possibile configurazione filogenetica del gruppo (alcuni generi sono polifiletici).
|  | Gynoxys-1, Nordenstamia-1                               |
|  |                                                         |
|  | \| \| Gynoxys-2 \| \| \| \| \| \| Paracalia \| \| \| \| |
|  |                                                         |
|  | Gynoxys-2                                               |
|  |                                                         |
|  | Paracalia                                               |
|  |                                                         |

|  | Gynoxys-2 |
|  |           |
|  | Paracalia |
|  |           |

|  | Gynoxys-1, Nordenstamia-1                               |
|  |                                                         |
|  | \| \| Gynoxys-2 \| \| \| \| \| \| Paracalia \| \| \| \| |
|  |                                                         |
|  | Gynoxys-2                                               |
|  |                                                         |
|  | Paracalia                                               |
|  |                                                         |

|  | Gynoxys-2 |
|  |           |
|  | Paracalia |
|  |           |

|  | Paragynoxys |
|  |             |
|  | Aequatorium |
|  |             |

|  | Gynoxys-1, Nordenstamia-1                               |
|  |                                                         |
|  | \| \| Gynoxys-2 \| \| \| \| \| \| Paracalia \| \| \| \| |
|  |                                                         |
|  | Gynoxys-2                                               |
|  |                                                         |
|  | Paracalia                                               |
|  |                                                         |

|  | Gynoxys-2 |
|  |           |
|  | Paracalia |
|  |           |

|  | Gynoxys-1, Nordenstamia-1                               |
|  |                                                         |
|  | \| \| Gynoxys-2 \| \| \| \| \| \| Paracalia \| \| \| \| |
|  |                                                         |
|  | Gynoxys-2                                               |
|  |                                                         |
|  | Paracalia                                               |
|  |                                                         |

|  | Gynoxys-2 |
|  |           |
|  | Paracalia |
|  |           |

|  | Paragynoxys |
|  |             |
|  | Aequatorium |
|  |             |

I caratteri distintivi del genere  Paragynoxys sono:
- le sinflorescenze sono erette e terminali;
- il portamento è formato da piccoli alberi (o alberi normali);
- le ramificazioni sono brevi o assenti;
- si tratta di un endemismo della Colombia e Venezuela.

Il numero cromosomico delle specie di questo genere è: 2n = circa 40.

### Elenco delle specie
Questo genere ha 13 specie:
- Paragynoxys angosturae (Cuatrec.) Cuatrec.
- Paragynoxys corei  (Cuatrec.) Cuatrec.
- Paragynoxys cuatrecasasii  Ruíz-Terán & López-Fig.
- Paragynoxys magnifolia  Cuatrec.
- Paragynoxys martingrantii  (Cuatrec.) Cuatrec.
- Paragynoxys meridana  (Cuatrec.) Cuatrec.
- Paragynoxys neodendroides  (Cuatrec.) Cuatrec.
- Paragynoxys regis  (H.Rob. & Cuatrec.) H.Rob. & Cuatrec.
- Paragynoxys santurbanensis  (Cuatrec.) Cuatrec.
- Paragynoxys steyermarkii  Cuatrec.
- Paragynoxys undatifolia  Cuatrec.
- Paragynoxys uribei  Cuatrec.
- Paragynoxys venezuelae  (V.M.Badillo) Cuatrec.